# Dolichopeza bickeli
Dolichopeza bickeli är en tvåvingeart som beskrevs av Günther Theischinger 1993. Dolichopeza bickeli ingår i släktet Dolichopeza och familjen storharkrankar. Inga underarter finns listade i Catalogue of Life.